# Georgi Brankow
Georgi Jordanow Brankow (bulgarisch Георги Йорданов Бранков; * 24. Januar 1913 in Mesdra; † 2. Oktober 1997 in Sofia) war ein bulgarischer Ingenieur.

## Leben
Brankow studierte in Sofia und Dresden Bauwesen. 1962 wurde er Professor an der Hochschule für Bauwesen Sofia. Im Jahr 1972 übernahm die Funktion des Direktors des Instituts für Mechanik und Biomechanik. Ein Jahr später wurde er Vizepräsident der Bulgarischen Akademie der Wissenschaften. Im gleichen Jahr wurde er auch Direktor der in Rom ansässigen Internationale Vereinigung für erdbebensicheres Bauen.
In seiner wissenschaftlichen Tätigkeit befasste er sich mit der Theorie der Schalenkonstruktionen, der Industrialisierung des Bauwesens und der Mechanik der Polymere.